# Jacky Receveur
Pour les articles homonymes, voir Receveur.
Jacky Albert Paul Receveur, né le 17 juillet 1949 à Jarville-la-Malgrange (Meurthe-et-Moselle) et mort le 29 mai 2016 à Golbey (Vosges), est un footballeur français. Il a évolué au poste de milieu de terrain dans les années 1970, principalement au Stade athlétique spinalien.

## Biographie

### Carrière sportive
Il s'engage avec le Stade athlétique spinalien à partir de la saison 1969-1970, alors qu'il effectue son service militaire au 18e régiment de transmissions, régiment alors basé à Épinal. En dehors d’un bref passage à Lunéville et d'une saison au FC Metz, Jacky Receveur jouera pour le club spinalien jusqu'à la fin de la saison  1983-1984 dont quelques saisons en professionnel en Deuxième Division.
Il a ensuite joué à des niveaux régional et départemental dans les clubs de Thaon, Arches ou Saint-Étienne-lès-Remiremont.
Victime d'un grave accident vasculaire cérébral en 2007, il meurt en mai 2016 à l'âge de 66 ans.

### Vie privée
Il est père de six enfants : 
- Séverine (1976),
- Maïté (1979)
- Isabelle (1981), issus de son premier mariage ;

- Benjamin (1985),
- Caroline (aujourd'hui blogueuse) (1987)
- Mathilde (1995), issus de son second mariage.